# Природа (журнал)
О британском журнале см. Nature
«Природа» — ежемесячный научно-популярный журнал Российской академии наук, публикации которого посвящены естественно-научной тематике. Издаётся с января 1912 года.

## Предыстория
Ещё с середины XIX века русское учёное сообщество предпринимало попытки создания подобного журнала. Так, с 1854 по 1860 год биолог К. Ф. Рулье при Московском обществе испытателей природы издавал журнал «Вестник естественных наук», бывший довольно популярным.
С 1873 по 1877 год зоологи С. А. Усов и Л. П. Сабанеев выпускали «периодический сборник» «Природа».
С начала 1890-х годов зоолог и психолог Вагнер под влиянием А. П. Чехова, с которым они были близко знакомы, планировал издание научно-популярного журнала. Чехов же дал журналу название «Натуралист», были примерно определены структура журнала и основной круг его авторов. Однако планы не сбылись, издатель А. В. Суворин отказался от выпуска подобного журнала, как он позднее признавался Чехову, испугавшись «материалистичности идей» Вагнера.
Однако Вагнер не оставил идею даже после смерти Чехова. Вместе с химиком Л. В. Писаржевским в начале 1910-х годов они затеяли издание нового журнала. Писаржевский до 1911 года был преподавателем химии в Киевском политехническом институте. Однако после выхода циркуляра Л. А. Кассо, лишавшего высшие учебные заведения остатков автономии, Писаржевский вместе с ещё несколькими десятками профессоров по всей стране в знак протеста ушёл в отставку. В Москве он развернул активную кампанию по созданию нового журнала.

## История
Первый номер журнала «Природа» вышел в Москве 26 января (8 февраля) 1912 года тиражом в 5 тысяч экземпляров. Его редакторами были В. А. Вагнер и Л. В. Писаржевский. Обложка в стиле «русский модерн» была работы художника М. И. Соломонова. В обращении к читателям «от редакции» Вагнер и Писаржевский писали, что считают такой журнал «лучшим средством борьбы с предрассудками, с влиянием схоластики и метафизики». Редакторы также заявляли о «своей глубокой убеждённости в великом общественном значении распространения научных истин».
Эти идеи были близки научному сообществу России, с первых выпусков «Природы» с журналом сотрудничали известные физики Г. В. Вульф, Т. П. Кравец, П. П. Лазарев, Н. А. Умов, О. Д. Хвольсон; биологи — И. И. Мечников, И. П. Павлов, А. С. Серебровский, В. М. Бехтерев, Ю. А. Филипченко; специалисты по наукам о Земле — Л. С. Берг, В. И. Вернадский, А. Е. Ферсман, В. А. Обручев, П. П. Семёнов-Тян-Шанский и многие другие. Журнал находился под патронажем известных учёных, писавших и переводивших научные статьи. Среди известных переводов были статьи А. Эйнштейна, В. Ситтера, М. Планка.
Однако в первый год существования журнал испытывает серьёзные финансовые затруднения. Средств, собранных на его издание, не хватает, а его редакторам не хватает коммерческих способностей. В итоге в 1913 году Вагнер оставляет редакторский пост, хотя и продолжает сотрудничать с журналом. Журнал отныне выходит под редакторством Писаржевского и Л. А. Тарасевича, огромную работы делает также А. А. Тарасевич, который из-за недостатка средств самолично занимался практически всеми редакционными обязанностями: корректурой, координацией работы редколлегии, договорами с типографиями, бухгалтерскими делами, перепиской редакции и прочим. В конце концов именно он организовал товарищество «Человек и Вселенная» для расширения деятельности «Природы», члены которого приобретали паи, шедшие на развитие журнала. Одновременно начали издаваться книги под эгидой «Природы»: за пять лет вышло более 50 книг. Финансовая ситуация значительно улучшилась.
Постепенно Писаржевский тоже отошёл от дел журнала, его сменили генетик Н. К. Кольцов, геохимик А. Е. Ферсман. Журнал стал брать на себя посреднические функции: связь между научными сообществами, проведение циклов лекций, сбор статистических данных.
Своего пика журнал достиг в 1917 году. Революционные события сказались на нём не лучшим образом. Сказалась и смерть А. А. Тарасевича. В 1919—1920 годах вышло всего несколько тонких номеров, напечатанных на плохой бумаге. В 1920 году журнал не выходил вообще.
В 1921 году удалось возобновить выпуск журнала. Отныне он издавался в Петрограде в качестве издания Комиссии по изучению естественных производительных сил России, которая входила в состав Академии наук и на работу которой советским правительством всегда выделялись существенные средства. Комиссию возглавлял академик В. И. Вернадский, а научным секретарём являлся А. Е. Ферсман, усилиями которого журнал сначала обрёл новую жизнь, а в дальнейшем и стал официальным изданием Академии наук. На титульном листе 1921 года отмечалось, что это сдвоенные номера за текущий и прошлый год.
По прежнему с журналом сотрудничали крупнейшие учёные страны, печатались и статьи иностранных авторов: в 1927 году были опубликованы статьи А. Эйнштейна и М. Планка, а в 1931 г. статья В. де Ситтера «Раздвигающаяся Вселенная»).
В 1931 году журнал претерпел ряд перемен. Главным редактором стал геолог и палеонтолог академик А. А. Борисяк, сменился и дизайн. С 1936 года председателем редакционной коллегии стал С. И. Вавилов, а ответственным редактором В. П. Савич. В 1939 году в состав редколлегии вошёл Т. Д. Лысенко, который, однако, не ужился в коллективе. Журнал избежал идей «лысенковщины», оставаясь преданным научной истине, во многом это заслуга С. И. Вавилова. Однако избегать идеологических идей и статей в полной мере не удавалось.
В годы Великой Отечественной войны журнал продолжал издаваться в Ленинграде, несмотря на тяжелейшие условия блокады, а затем в эвакуации в Казани. Как писал В. П. Савич в черновиках для выступления на заседании Президиума АН СССР в 1946 году: 

«Я был не только ответственным редактором, но и заведующим редакцией, и секретарём, и машинисткой, и техредом, вычитчиком, корректором, курьером, сидел по вечерам в типографии за корректора типографии… Редакция состояла из одного меня… Оглядываясь на прошлое, я удивляюсь, откуда брались силы на всё это».
Журнал, один из немногих, выходил в военные годы без перерыва, за что Савич был удостоен благодарности со стороны Президиума АН СССР.
В 1952 году после смерти С. И. Вавилова журнал ждали новые испытания. Издание переводится в Москву, редактором был назначен академик О. Ю. Шмидт. Сменились формат, обложка, бумага, однако коллектив авторов остался в значительной степени прежним. Учредителем издания стал Президиум Российской академии наук.
В 1957 году редакцию журнала возглавил ученик А. Е. Ферсмана геолог Д. И. Щербаков, а ещё спустя десять лет — лауреат Нобелевской премии Н. Г. Басов. Ответственным секретарём стал журналист В. М. Полынин, до этого написавший пару популярных книг о генетике, но отныне все силы и время отдававший на издание «Природы». При Полынине «Природа» испытывала настоящий подъём, тираж достигал 85 тысяч экземпляров, статьи начали сопровождаться фотографиями авторов, появилась рубрика «Нобелевская премия», появилась традиция биографических выпусков: так, один из номеров 1987 года был полностью посвящён Н. И. Вавилову.
В 1990 году главным редактором стал академик Л. Д. Фаддеев, а с 1993 года его возглавляет А. Ф. Андреев.
Все сто с лишним лет журнал выходил непрерывно, с редакцией сотрудничали все крупнейшие представители российской и советской науки. Значительная доля иллюстраций для фундаментальных вузовских учебников и энциклопедий по естественным наукам взята из материалов, опубликованных в «Природе». В период с 1912 по 2004 год издание сотрудничало с журналом «Nature». Сведения о главных публикациях в «Nature» появлялись в «Природе», а в 1987 году начался обмен материалами для публикаций.
К 100-летнему юбилею журнала был выпущен полный цифровой архив журнала «Природа» с 1912 по 2011 год, который распространялся на DVD-диске в качестве приложения к спецвыпуску журнала — первому номеру за 2012 год.
Журнал «Природа» — единственное научно-популярное издание, включённое в список ВАК.

## Редакционная коллегия
В состав редколлегии журнала входят:
акад. А. Ф. Андреев, д.б.н. А. С. Апт, д.г.-м.н. А. А. Арискин, член-корр. РАН П. И. Арсеев, член-корр. РАН Ф. И. Атауллаханов, член-корр. РАН Ю. М. Батурин, д.б.н. Д. И. Берман, д.б.н. П. М. Бородин, М. Б. Бурзин, д.ф.-м.н. А. В. Бялко (зам. главного редактора), д.ф.-м.н. А. Н. Васильев, член-корр. РАН В. И. Васильев, к.б.н. М. Н. Воронцова, д.ф.-м.н. Д. З. Вибе, д.б.н. М. С. Гельфанд, акад. С. С. Герштейн, к.б.н. А. В. Глухов, акад. Г. С. Голицын, д.х.н. И. С. Дмитриев, к.б.н. С. В. Дробышевский, акад. Л. М. Зелёный, акад. Н. А. Зиновьева, акад. А. Л. Иванов, Т. Йованович (Сербия), д.б.н. С. Л. Киселёв, к.г.н. Т. С. Клювиткина, член-корр. РАН М. В. Ковальчук, д.б.н. С. С. Колесников, Е. А. Кудряшова (отв. секретарь), к.б.н. Е. В. Кунин, д.г.-м.н. А. Ю. Леин, член-корр. РАН В. В. Малахов, Ш. Миталипов (США), д.г.-.м.н. Т. К. Пинегина, член-корр. РАН Ю. В. Плугатарь, д.ф.-м.н. М. В. Родкин, к.г.н. Ф. А. Романенко, акад. А. Ю. Румянцев, член-корр. РАН Н. И. Санжарова, д.ф.-м.н. Д. Д. Соколов, к.ф.-м.н. К. Л. Сорокина, к.и.н. М. Ю. Сорокина, Н. В. Ульянова, акад. М. А. Федонкин, акад. А. Р. Хохлов, акад. А. М. Черепащук, акад. Ф. Л. Черноусько, член-корр. РАН В. П. Шибаев, О. И. Шутова, к.б.н. А. О. Якименко.

### Главные редакторы
Главные редакторы журнала по году назначения:
- 1912 — Вагнер, Владимир Александрович
- 1912 — Писаржевский, Лев Владимирович
- 1913 — Тарасевич, Лев Александрович
- 1914 — Кольцов, Николай Константинович
- 1917 — Ферсман, Александр Евгеньевич
- 1931 — Борисяк, Алексей Алексеевич
- 1936 — Вавилов, Сергей Иванович; зав. редакцией В. П. Савич
- 1952 — Шмидт, Отто Юльевич
- 1957 — Щербаков, Дмитрий Иванович
- 1967 — Басов, Николай Геннадиевич
- 1990 — Фаддеев, Людвиг Дмитриевич
- 1993 — Андреев, Александр Фёдорович
- 2020 — Лопатин, Алексей Владимирович